# Arco della Pace

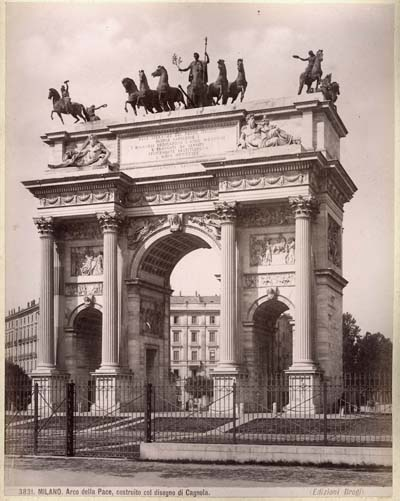
El Arco della Pace en una foto de Giacomo Brogi de 1870/80.

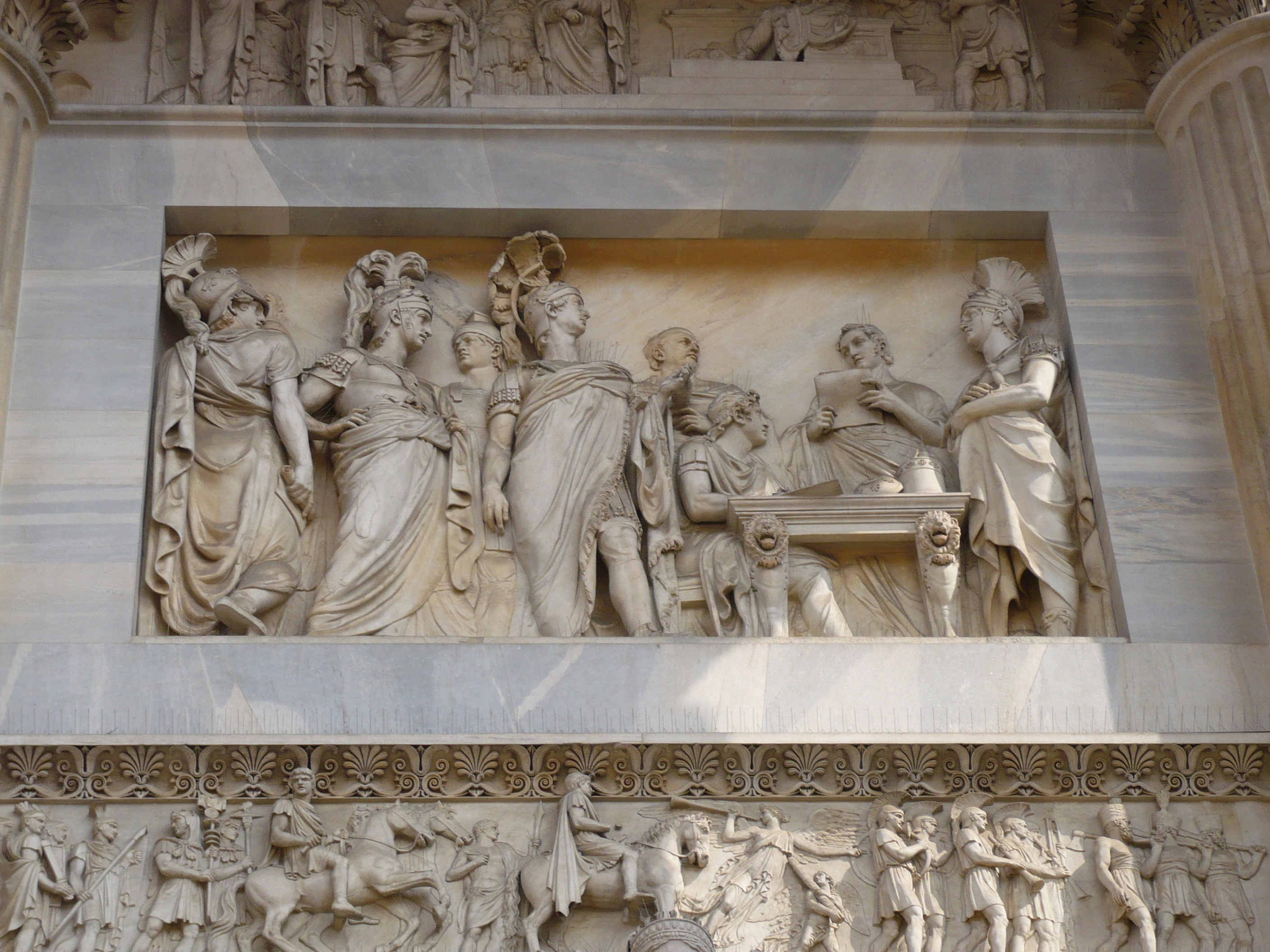
Arriba la "Institución de la Corona de Hierro" de Giambattista Perabò, en el centro "El Congreso de Viena" de Giambattista Perabò, abajo "Entrada en Milán del General Conde Neipperg en 1815" de Claudio Monti según maqueta de G. Monti; situadas en el lado Sempione del arco izquierdo.

El Arco della Pace es un arco de triunfo situado en la Piazza Sempione de Milán, Italia, que formaba parte de la antigua Porta Sempione.

## Historia
El monumento fue proyectado por Luigi Cagnola. Las obras empezaron en 1807, fueron dirigidas por el mismo Cagnola y supervisadas por Domenico Moglia, Nicola Pirovano, Francesco Peverelli y Bai Gio Battista bajo el impulso del ayuntamiento de Milán y de Napoleón. La obra estaba a dos tercios y ya se habían terminado varias estatuas, como las de la Historia y la Poesía, cuando, tras la caída del Reino de Italia en 1814, se abandonó el proyecto.
En 1826 se retomó la construcción del edificio, bajo el emperador Francisco I de Austria, que lo dedicó al Congreso de Viena, la paz que había reunido en 1815 a las distintas potencias europeas.
Tras la muerte de Luigi Cagnola en 1833 la dirección de las obras pasó a manos de Carlo Giuseppe Londonio, que lo completó en 1838, a tiempo para que asistiera a la ceremonia de inauguración Fernando I, emperador de Austria y Rey de Lombardía-Véneto.
El ocho de junio de 1859, cuatro días después de la victoria de Magenta, hicieron su entrada triunfal en Milán Napoleón III y Victorio Manuel II, entre la aclamación de la multitud.
Tras el paso de la ciudad de la dominación austriaca a la piamontesa, las únicas modificaciones que se realizaron al monumento, ya terminado desde más de veinte años, fueron las nuevas inscripciones dedicatorias situadas en la cima de los arcos:

Entrando coll’armi gloriose / Napoleone III e Vittorio Emanuele II liberatori / Milano esultante cancellò da questi marmi / le impronte servili / e vi scrisse l’indipendenza d’Italia / MDCCCLIX
Entrando con las armas gloriosas/ Napoleón III y Víctor Manuel II liberadores/ Milán exultante eliminó de estos mármoles/ las huellas de la servidumbre/ y escribió aquí la independencia de Italia/ MDCCCLIX

Alle speranze del Regno Italico / auspice Napoleone I / i Milanesi dedicarono l’anno MDCCCVII / e francati da servitù / felicemente restituirono / MDCCCLIX
A las esperanzas del Reino Itálico / ayudadas por Napoleón I / los milaneses dedicaron el año MDCCCVII / y liberados de la servidumbre/ felizmente restituyeron / MDCCCLIX

## Descripción
El monumento, realizado en mármol de Crevola, tiene 25 metros de altura y 24 metros de longitud.

### Obras de bronce fuse por la empresa Manfredini de Milán
- Sestiga con Minerva de la Paz de Abbondio Sangiorgio
- Cuatro Victorias a caballo de Giovanni Putti[7]

### Obras en mármol[7]
| N.º | Título                                              | Autor                                           | Lado                              | Notas                                               |
| --- | --------------------------------------------------- | ----------------------------------------------- | --------------------------------- | --------------------------------------------------- |
| **  | Escenas conmemorativas en bajorrelieves             |                                                 |                                   |                                                     |
| 1   | La Batalla de Leipzig                               | Pompeo Marchesi                                 | Lado izquierdo                    |                                                     |
| 2   | El Congreso de Praga                                | Luigi Acquisti, terminado por Francesco Somaini | Interior derecho del arco mayor   |                                                     |
| 3   | Entrada de las LL. MM. RR. en Milán en 1815         | Benedetto Cacciatori                            | Castello                          |                                                     |
| 4   | La Batalla de Kulm                                  | Claudio Monti                                   | Lado derecho                      |                                                     |
| 5   | Fundación del Reino Lombardo-Véneto                 | Pompeo Marchesi                                 | Castello                          |                                                     |
| 6   | El paso del Rin                                     | Pompeo Marchesi                                 | Castello                          |                                                     |
| 7   | La ocupación de Lyon                                | Pompeo Marchesi                                 | Castello                          |                                                     |
| 8   | La ocupación de París                               | Luigi Acquisti                                  |                                   |                                                     |
| 9   | La Paz de París                                     | Gaetano Monti                                   | Sempione                          |                                                     |
| 10  | El Congreso de Viena                                | Giambattista Perabò                             | Sempione                          |                                                     |
| 11  | Institución de la Orden de la Corona de Hierro      | Giambattista Perabò                             | Sempione                          |                                                     |
| 12  | Entrada en Milán del General Conde Neipperg en 1815 | Claudio Monti                                   | Sempione                          | Realizado según una maqueta de Gaetano Monti        |
| 13  | Entrada en París de los tres soberanos aliados      | Grazioso Rusca                                  |                                   | Terminado por Girolamo Rusca                        |
| 14  | Capitulación de Dresde                              | Benedetto Cacciatori                            | Castello                          |                                                     |
| 15  | Encuentro de los tres soberanos aliados             | Gaetano Monti                                   | Interior izquierdo del arco mayor |                                                     |
| 16  | Batalla de Arcis-sur-Aube                           | Francesco Somaini                               |                                   |                                                     |
| **  | Estatuas alegóricas de los ríos                     |                                                 |                                   |                                                     |
| 18  | Po                                                  | Benedetto Cacciatori                            | Castello                          |                                                     |
| 19  | Ticino                                              | Benedetto Cacciatori                            | Castello                          |                                                     |
| 20  | Tagliamento                                         | Pompeo Marchesi                                 | Sempione                          |                                                     |
| 21  | Adigio                                              | Pompeo Marchesi                                 | Sempione                          |                                                     |
| **  | Alegorías mitológicas                               |                                                 |                                   |                                                     |
| 18  | Hércules                                            | Gaetano Monti                                   | Castello                          |                                                     |
| 19  | Apolo                                               | Luigi Buzzi Leone                               | Castello                          | Maqueta de Angelo Pizzi                             |
| 20  | Marte                                               | Benedetto Cacciatori                            | Castello                          |                                                     |
| 21  | Minerva                                             | Benedetto Cacciatori                            | Castello                          |                                                     |
| 22  | Vigilancia                                          | Angelo Pizzi                                    | Sempione                          |                                                     |
| 23  | Poesía                                              | Luigi Acquisti                                  | Sempione                          |                                                     |
| 24  | Historia                                            | Luigi Acquisti                                  | Sempione                          |                                                     |
| 25  | Lombardía                                           | Gaetano Monti                                   | Sempione                          |                                                     |
| **  | Victorias aladas                                    |                                                 |                                   |                                                     |
| 26  | Victoria izquierda                                  | Benedetto Cacciatori                            | Castello                          | Maqueta de Camillo Pacetti                          |
| 27  | Victoria derecha                                    | Benedetto Cacciatori                            | Castello                          | Maqueta de Camillo Pacetti                          |
| 28  | Victoria izquierda                                  | Pompeo Marchesi                                 | Sempione                          |                                                     |
| 29  | Victoria derecha                                    | Pompeo Marchesi                                 | Sempione                          |                                                     |
| **  | Claves                                              |                                                 |                                   |                                                     |
| 30  | Astronomía                                          | Giovanni Battista Comolli                       | Castello                          |                                                     |
| 31  | Ciudad de Milán                                     | Claudio Monti                                   | Castello                          |                                                     |
| 32  | Imaginación                                         | Giovanni Antonio Labus                          | Castello                          |                                                     |
| 32  | Ceres                                               | Luigi Marchesi                                  | Sempione                          |                                                     |
| 33  | Reino Lombardo-Véneto                               | Giovanni Battista Comolli                       | Sempione                          |                                                     |
| 34  | Pomona                                              | Antonio Pasquali                                | Sempione                          |                                                     |
| **  | 12 tipos de rosetones y cornisas                    | Domenico Moglia                                 |                                   | Realizadas según maquetas de madera                 |
| **  | 8 capiteles corintios                               | Carlo Cattori                                   |                                   | Maqueta de estuco                                   |
| **  | 8 columnas de mármol de Crevola                     | Nicola Pirovano                                 |                                   | Francesco Peverelli montaje terminado el 22/12/1831 |

## Curiosidades

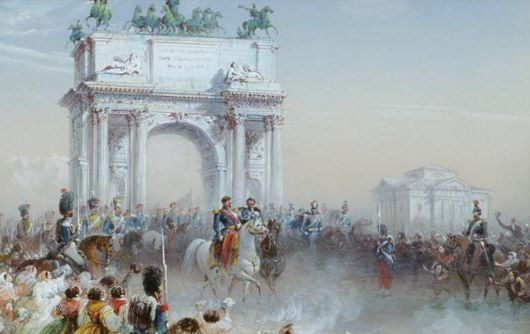
Entrada triunfal de Víctor Manuel II y Napoleón III en Milán atravesando el Arco della Pace.

- En París era una fiesta, Ernest Hemingway manifiesta la creencia de que el Arco della Pace está alineado con el Arco de Triunfo del Carrusel y el Arco de Triunfo de la Estrella de París.

- La posición de los caballos que remolcan el carro de la paz fue modificada por los emperadores Habsburgo. Para burlarse de los franceses, los caballos se giraron 180 grados para que dieran la espalda a Francia.[8]